# Heinz Penzlin
Heinz Penzlin (* 26. Januar 1932 in Waren (Müritz)) ist ein emeritierter Professor der Allgemeinen Zoologie und Tierphysiologie der Friedrich-Schiller-Universität Jena.

## Biographie
Heinz Penzlin ist der Sohn des Studienrates Gustav Penzlin (*1894 in Penzlin, +1955 in Waren). Nach einem Studium der Zoologie in Rostock mit einem Abschluss als Diplom-Biologe bekam er im Jahre 1954 eine Anstellung als wissenschaftlicher Assistent an der dortigen Universität. Eine Beförderung zum Oberassistenten folgte im Jahre 1959. Nach seiner Promotion im Jahre 1956 und der Habilitation im Jahre 1962 wurde er im Januar 1963 zum Hochschuldozenten für das Fachgebiet der Allgemeinen Zoologie in Rostock berufen. 1970 erschien die Erstauflage seines "Lehrbuchs der Tierphysiologie" beim Fischer Verlag Jena.
Im Jahre 1974 wurde er auf den Lehrstuhl für Allgemeine Zoologie und Tierphysiologie an der Friedrich-Schiller-Universität Jena berufen. Neben Gastprofessuren an den Universitäten Mossul (Wintersemester 1978/1979) und Wien wurde er unter anderem als Herausgeber und Kurator mehrerer Fachmagazine ("Zoologische Jahrbücher", "Biologie in unserer Zeit") aktiv. 1981 erfolgte seine Wahl zum ordentlichen Mitglied der Sächsischen Akademie der Wissenschaften sowie 1996 die zum Mitglied der Deutschen Akademie der Naturforscher Leopoldina. Ebenfalls im Jahre 1996 erfolgte die Wahl zum Vizepräsidenten der Sächsischen Akademie der Wissenschaften.
1997 wurde er zum Vizepräsidenten des Verbandes Deutscher Biologen gewählt. Im selben Jahr emeritierte er von seiner Professur in Jena. 2000 erfolgte seine Wiederwahl zum Vizepräsidenten der Sächsischen Akademie der Wissenschaften. Am 28. Oktober 2005 wurde ihm die Ehrendoktorwürde der Universität Rostock für sein „Gesamtwerk auf dem Gebiet der Physiologie der Tiere, besonders der Entwicklungs- und Neurobiologie von Insekten, sowie der Theoretischen Biologie“ verliehen. 2008 wurde Penzlin zum Ehrenmitglied der Deutschen Zoologischen Gesellschaft ernannt.
Im Verlauf seiner Arbeit auf dem Gebiet der Biologie verfasste er ca. 200 Arbeiten in Fachzeitschriften, sein "Lehrbuch der Tierphysiologie" erschien im Jahre 2006 in der 7. Ausgabe. Er ist verheiratet mit Hannelore Penzlin, geb. Schwarz, und hat zwei Kinder.

## Veröffentlichungen
- Lehrbuch der Tierphysiologie, Spektrum Akademischer Verlag, 2005, ISBN 3-8274-0170-4.
- Für wie wahr dürfen wir unsere Wahrnehmungen nehmen?, Verlag d. Sächs. Akd. d. Wiss., 2004, ISBN 3-7776-1307-X.
- Der Mensch – oder die Bürde der Freiheit, Verlag d. Sächs. Akd. d. Wiss., 1998, ISBN 3-7776-0851-3.
- Biologie auf der Suche nach ihrer Identität, erschienen in Biologie in unserer Zeit, Ausgabe 5/2007, Wiley-VCH Verlag.
- Was heißt „lebendig“? Der Selbst-Organisation auf der Spur.In: BiuZ 1/2012 (42), S. 56–63. Abstract, bei Wiley online library.

- Das Phänomen Leben: Grundfragen der Theoretischen Biologie. Springer Spektrum, 2014. ISBN 978-3-642-37460-9 (Print); ISBN 978-3-642-37461-6 (E-Book).